# СКА (баскетбольний клуб, Київ)
Київський СКА — історичний український баскетбольний клуб з міста Київ, виступав у чемпіонаті УРСР, чемпіонаті СРСР та чемпіонаті України. З 1944 до 1980 рр. команда неодноразово грала у вищій лізі чемпіонату СРСР. Команда була заснована 1925 року. Розформована в 2005 році. 
Клуб є одним з найтитулованіших баскетбольних клубів Києва і України. Клуб чотири рази ставав  чемпіоном України (1951, 1953, 1954, 1957), і два рази був володарем 
 Кубка України(1997, 1999).

## Історія
У 1925 році створено секцію баскетболу при Київському будинку червоної армії. З 1937/40 та 1944 рр. виступала під назвою будинок червоної армії Київ. У 1947 р. та з 1950 по 1956 рр. як окружний будинок офіцерів. З 1956 року команда виступала під назвою - спортивний клуб армії. В 1945 році в звільнений Київ з Одеси повернувся один з кращих баскетболістів країни тих років Наполеон Каракашьян, на той час шестиразовий чемпіон України в складі харківського ХВАТУ. Саме Каракашьяну, армійське керівництво Києва довірило створення команди при Окружному домі офіцерів Київського військового округу (ТДВ КВО).
Каракашьян досить швидко зібрав боєздатний колектив, якому вже в 1951 році вдалося виграти чемпіонат України. За київських армійців тоді грали такі видатні баскетболісти тих років, як сам Каракашьян також Прокоф’єв, а в нападі – Бородаєнко, Вербицький і Скоморохов. Це була воістину «чудова п’ятірка». Правда, через рік Каракашьян зосередиться на тренерській роботі. Зате в команді з’явився Віктор Гуревич. Таким складом армійці виграли ще три чемпіонати України – 1953, 1954 і 1957 років. У проміжках кияни задовольнялися срібними та бронзовими нагородами, але з числа призерів не випадали ніколи. 
В 1960-му році, вигравши чемпіонат СРСР серед команд класу Б, київський СКА  виходить до еліти радянського баскетболу. На той момент в складі армійців вже виділялися юний розігрувач Валентин Радзієвський, а також Карен Манукян та Віктор Фомченко, від яких вимагалося визначати гру команди в перших для неї сезонах серед елітних колективів. Крім того, команду підсилили: Семен Копитов і майбутній чемпіон світу Геннадій Чечуро. Останнього з рідної Вінниччини привіз за дорученням Каракашьяна Борис Рижков, який на той час уже виконував функції начальника команди.
Свого піка армійці досягли в 1967 році. Точніше, це було спільне досягнення двох київських клубів - СКА та «Будівельника». Вони виграли ювілейну Спартакіаду народів СРСР 1967 року. Завдяки високому класу гравців, армійці  виграли також срібло чемпіонату СРСР 1968 року, посівши друге місце слідом за тбіліським «Динамо».
Новий же виток розвитку київського СКА дав прихід на тренерський місток Олександра Леонова, фахівця, який раніше працював з жіночим «Динамо». Разом з Леоновим команда поступово оживилася, склад СКА поповнився молодими гравцями. Серед них виділявся розігрувач Зураб Хромаєв. В складі СКА в ті роки виділялися Володимир Салухін, Дмитро Новиков, Володимир Брянцев, також прийшли з «Будівельника» Євген Філозоф і Василь Окіпняк. Не дивно, що такою потужною компанією армійці вдруге в історії самостійно здійнялися на п’єдестал чемпіонату СРСР, досягши бронзи в 1972 році.
Київські армійці показали свій потенціал в зимовому чемпіонаті 1976 року. Збірна СРСР теж виступала в цьому  чемпіонаті, але поза конкурсом. Слідом за "збірниками" фінішував київський СКА,тобто вигравши золоті медалі зимового чемпіонату СРСР.
Хто б міг подумати, що надалі СКА узагалі покине елітний дивізіон союзного чемпіонату. Але так і сталося. Річ у тім, що на той час, крім Чечуро, команду покинув Зураб Хромаєв, який виїхав виступати за Південну групу військ до Угорщини. Незабаром команду залишив і Леонов. Олександра Дмитровича на посаді головного тренера змінив  Геннадій Чечуро.
У вищу лігу ми повернулися після того, як з командою протягом двох сезонів пропрацював Віктор Боженар. Виходити в еліту могли ще в 1978-му, але тоді провели гру з командою Єревана без тренера і в підсумку на турі в Алма-Аті залишилися третіми, тоді як в еліту потрапляло дві кращі команди. Зате через рік, коли команду підсилили московські армійці Іван Єдешко і Микола Руднєв, коли з’явився в СКА 
 Олександр Сальников, ми вже повноправно повернулися у вищий дивізіон. На лідируючі позиції у вищій лізі армійці повернулися всього через рік. Правда, тоді біля керма команди був вже Зураб Хромаєв.
З 1985 року в СКА почалася нова епоха. Так вже вийшло, що саме того року під керівництвом Валентина Мельничука в армійському клубі заграли два на той момент зовсім юні гравці, які надалі були вірні СКА до останнього дня його існування – Олег Рубан та Ігор Ватажок. Тоді була команда, де що не гравець, то ім’я! Коробков, покійний Сергій Коваленко, Сальников, Бережний, надалі до цієї компанії додався Білостінний. Там був справжній чоловічий, армійський колектив. Також відзначу, що Валентин Федорович, незважаючи на велику кількість зірок, довіряв молодим баскетболістам.
На початку 90-х, коли український баскетбол з набуттям країною незалежності перейшов на самостійні рейки, саме Рубан і Ватажок стали творцями першого успіху команди – в сезоні-1992/93 р.р. СКА посів друге слідом за «Будівельником» місце в національному чемпіонаті.
На чемпіонат світу серед військовослужбовців до США в 1996 році київський СКА у складі збірної України сильно засмутили місцеву публіку, коли обіграли в півфіналі збірну Сполучених Штатів. Причому за 0,02 секунди до фінальної сирени рахунок був нічийним. Але в цей момент гравець господарів буквально виштовхнув за лицьову лінію Андрія Харчинського. Андрій перший штрафний кидок промахнувся, але другий закинув й приніс СКА, точніше, Україні перемогу. В фіналі вона з невеликою перевагою поступилася італійцям, у складі яких було половина гравців національної збірної.
З другої половини сезону-1996/97 р.р. СКА посилює свій склад одним з кращих українських розігрувачів В’ячеславом Євстратенком. З його допомогою армійці вперше в історії стають володарями Кубка України, обігравши у фіналі «Денді-Баскет».
Остання яскрава сторінка армійського клубу пов’язана з приходом на пост головного тренера команди в 1998 році Андрія Подковирова. Разом з тренером в СКА тоді прийшла група висококласних виконавців на чолі з Ігорем Харченком та Ігорем Молчановим, який, до слова, в 1989 році починав свою кар’єру саме в армійському клубі. Підійшов СКА також юний нападник Віктор Кобзистий. Мозговим центром тієї команди фахівці називали Віталія Чернія.
Першим серйозним трофеєм під керівництвом Подковирова стала перемога армійців в Кубку України. Потім було срібло в чемпіонаті – у фіналі СКА поступився МБК «Одеса». Цей успіх дозволив армійцям в сезоні-1999/2000 р.р. стартувати в другому за значущістю єврокубковому турнірі – Кубку Корача. Там кияни зробили справжній фурор, по черзі обігравши російський «Урал-Ґрейт», польський «Анвіл», литовський «Паневежіс» та французький «Нансі». Лише в 1/8 фіналу СКА поступився одному з головних фаворитів змагань – французькому «Ліможу», котрий у підсумку й став володарем трофею.Той феєричний сезон СКА завершив бронзою національного чемпіонату. 
Потім клуб змінював свою назву на ЦСКА-ВППО, «ЦСКА-Ріко», але все це були формальності. А вже 2005 року клуб припинив своє існування.

## Досягнення
Чемпіонат України 
- Чемпіон (4) – 1951, 1953, 1954, 1957[джерело?]
- Срібний призер (3) - 1955, 1993, 1999
- Бронзовий призер (2) - 1956, 2000

 Кубок України
- Володар (2) - 1997, 1999

 Чемпіонат СРСР •
• 🏆 5 разовий чемпіон збройних сил СРСР
Чемпіонат СРСР ( вища ліга)
- Срібний призер (1) - 1968
- Бронзовий призер (1) - 1972